# Szerb nemzeti megújulás
A szerb nemzeti ébredés az európai nemzeti megújulási mozgalmak logikus, helyi jellegzetességekkel bíró folytatása. Társadalmi indítékai között ott szerepelt az uralkodó nemzetekkel (német, magyar, török) szemben a demokratikus közösségi eszme. Művelődés- és eszmetörténeti szempontból fontos mérföldkőnek számít, régi állapotokat és beidegződéseket szüntet meg, és újaknak veti meg az alapját.

## A megújulás társadalmi alapjai
A szerbek a 18. század végét többségükben idegen hatalmak uralma alatt érték meg. Egy részük a török területeken élt, másik részük osztrák fennhatóság alatt, zömmel magyar és horvát provinciákon, illetve a határőrvidéken.
A 17. század társadalmi és történelmi eseményei egyrészt megbontották a szerbség etnikai egységét, másrészt északabbra, Magyarország területére helyezték át a nemzeti-politikai, egyházi és társadalmi élet súlypontját. A Habsburg Monarchiába került szerbeknek ugyan folyamatosan meg kellett küzdeni a nemzeti fennmaradásukért, ugyanakkor szembesültek a haladó európai eszmékkel. Így aztán részben a létükben való veszélyeztetettség, részben az európai ráhatások eredőjeként elindult a szerbség körében a nemzeti megújulás lassú, de termékeny folyamata.

## Az egyház mint meghatározó tényező
A nemzeti ébredés első jelei az önálló szerb iskolákért és nyomdákért indult kezdeményezésekben mutatkoztak meg a 18. század elején. Az iskoláztatás addig egyházi kézen volt, szellemét nosztalgikus múltidézés, nemzetsiratás és a görögkeleti egyházi hagyományok ápolása jellemezte. Nyelve három is volt: a ruskoslovenski (orosz szerkesztésű egyházi nyelv), slavenosrpski (szerbes egyházi nyelv) és a szerb népnyelv. Ez utóbbi alkalmatlan volt magasztosabb, elvontabb gondolatok ábrázolására, ezért volt szükség az előbbi két nyelvre. A slavenosrpski egészen a 19. századig a szerbek irodalmi nyelvének számított.
A Habsburg Monarchiában élő szerbek számára hirtelen megnőtt az oktatás jelentősége. Megindult a polgárosodás folyamata, az irodalom elvilágiasodott, az orosz egyház és kultúra elvesztette példakép szerepét. Megnőtt a népnyelv és a slavenosrpski becsülete.

## Obradovićtól Karadžićig
A népnyelv felemelkedésének első megálmodója Dositej Obradović volt. Ő mondta ki elsőként, hogy a nép nyelvén kell írni, mert csak így vonhatók be a közoktatásba és az irodalomba a legszélesebb néprétegek. Ő nyilvánította ki elsőként a szerbség egységét is, vallási és területi hovatartozásra való tekintet nélkül. Eszméi ellen elsősorban a papság és a maradi rétegek keltek ki, és csak a polgárság mutatkozott fogékonynak irántuk.
A szláv újjászületési mozgalmak tulajdonképpeni megindítója Jernej Kopitar. Ő Bécset akarta megtenni a szláv nyelvészeti és irodalmi újjászületés központjának. Vele szemben Dobrovský Prágát szemelte ki. 1830 körül Oroszországban olyan törekvések jelentek meg, amelyek Szentpétervárt képzelték el központnak. Ekkoriban lépett a közélet színterére Vuk Stefanović Karadžić, a szerb nemzeti ébredés legmarkánsabb egyénisége.
Karadžić 1814-ben kiadott két könyvecskét, egy szerb népdalgyűjteményt és egy szerb nyelvtant. Mindkettőt első ízben adta ki szerb szerző. A Monarchia területén élő szerbek központja Karlóca volt, szellemi vezére pedig Stratimirović érsek, aki Karadžićban a görögkeleti vallás veszélyeztetőjét és az Oroszországtól való eltávolodás apostolát látta. A közéleti körök is vádolták azzal, hogy Kopitar eszközévé vált a szerbek katolikussá térítésében. Karadžić azonban nem hátrált meg, és 1818-ban kiadta főművét, a német és latin magyarázatokkal ellátott szerb szótárt. Ez a szótár volt az első Vuk-féle cirill ábécével nyomtatott könyv. Elhagyott néhány oroszban használatos fölösleges betűt, másokat összevont, de újakat is bevezetett.
1823-ban közzétett három kötetnyi szerb népdalt, mellyel hatalmas művészi értéket hozott a felszínre. Dalosköteteit nagy lelkesedéssel fogadták európai irodalmi körökben.

## A művelődési intézményrendszer kiépülése
A nemzeti megújulási mozgalom velejárója volt a szerb művelődési intézményrendszer kialakulása. A szerbség kulturális központja Bécsből Budára és Pestre tevődött át. Ennek fő oka, hogy Bécsben megszigorították a cenzúrát, így nagy nehézségekbe ütközött a szerb lapok megjelentetése. Pesten volt az egyetem, ahová a gazdag szerb polgárok fiúgyermekeiket járatták. Pesttel párhuzamosan Újvidéken is kialakult egy jelentősebb kulturális központ. Újvidéktől nem messze volt a harmadik központ, Karlóca, a maga gazdag egyházi hagyományaival.
Karlócán alakult meg 1791-92-ben a gimnázium. Időrendben ezt a szentendrei tanítóképző követte 1812-ben, majd az újvidéki gimnázium 1816-ban. Nyomdák, kiadók, könyvkereskedések, amatőr színtársulatok sora munkálkodott a szerb nemzet felemelkedésén.
Nagyon fontos mérföldkő a Matica Srpska megalapítása. Néhány vagyonos szerb kereskedő adományaiból alapította Jovan Hadžić 1826. január 21-én Pesten. A társasági irodalmi lapja a Srpski Letopisi (Szerb Évkönyvek) lett.
1848-49 után székhelye áttevődött Újvidékre. Új korszak kezdődött az 1864. április 30-i nagygyűléssel. Forrásműveket és fordításokat, valamint időszaki kiadványokat adott ki saját költségén. Népies stílusban írt oktatókönyveket adott ki, melyek elbeszéléseket, gazdasági, egészségtani írásokat tartalmaznak.
Az első szerb állandó színház, a Joakim Vujić vezette Knjažesko-srbski teatar, 1834-ben kezdte működését Kragujevácon. Az első nyomdát Belgrádban alapították 1831-ben.

## Lásd még
- Első szerb felkelés
- Második szerb felkelés
- Délvidéki szerb felkelés 1848-49-ben